# Kari (jezero)
Kari (arménsky Քարի լիճ) je horské jezero v Arménii. Nachází se na úpatí nejvyšší hory Arménie, Aragacu, v nadmořské výšce 3 190 m. U jezera leží meteorologická stanice a stanice výzkumu kosmických paprsků, vybudované za časů Sovětského svazu.